# Голинуччи, Алессандро
Алессандро Голинуччи (итал. Alessandro Golinucci; род. 10 октября 1994, Борго-Маджоре) — санмаринский футболист, выступающий за клуб «Виртус» и сборную Сан-Марино.

## Карьера
Поиграв за три итальянские команды в низших дивизионах, в 2021 году присоединился к клубу из Сан-Марино «Виртус». выступающему в чемпионате страны.
С 2015 года играет за сборную Сан-Марино. 17 октября 2023 года в матче отбора на Евро-2024 со сборной Данией (1:2) забил первый гол за сборную, который стал первым голом санмаринцев за два года.

## Достижения
«Виртус»
- Кубок Сан-Марино (1): 2022/23